# Lino Liviabella
Lino Liviabella (Macerata, 7 avril 1902 – Bologne, 21 octobre 1964) est un compositeur, pianiste et enseignant italien.

## Biographie
Lino Liviabella descend d'une famille de musiciens; son grand-père paternel Livio était un élève de Rossini et un maître de chapelle de la Basilique de Saint-Nicolas de Tolentino; son père Oreste, diplômé de l'Académie Royale de Sainte-Cécile à Rome, était organiste et directeur de la chapelle de la cathédrale de Macerata. 
Après s'être inscrit à la Faculté de lettres de l'Université de Rome, Lino Liviabella a décidé de se consacrer exclusivement à la musique, décision qui a créé un conflit avec ses parents. Alors Lino est devenu, avec courage, indépendant économiquement en donnant des leçons privées et en jouant du piano dans les cinémas.
Lino Liviabella a obtenu le diplôme de piano au conservatoire Sainte-Cécile de Rome (1923) auprès de L. Cozi, celui d'orgue avec Remigio Renzi (en 1926) et celui de composition avec Ottorino Respighi (en 1927).
Il a été nommé directeur et professeur de piano du Liceo Musicale de Pescara en 1928. Il a enseigné ensuite dans celui de Venise entre 1931 et 1940. Puis il a été titulaire pour l'enseignement de la fugue et de la composition au conservatoire de Palerme.
En 1942, il s'est établi définitivement à Bologne. Au conservatoire de cette ville, il a eu la chaire de fugue et composition, puis il est devenu régent et vice-directeur et enfin, après avoir dirigé les conservatoires de Pesaro (1953-59) et Parme (1959-63), il en est devenu le directeur.
Il a terminé en 1958 la rédaction d'un traité d'harmonie, fruit de son enseignement et en 1964, en collaboration avec R. Monterosso, il a écrit Sentir musica (ed. Chapeaux). 
Parmi ses nombreux élèves, on peut citer les compositeurs Franco Donatoni et Guido Ferraresi.
Il était aussi connu comme pianiste.
En 1960, il a été membre, pour la musique symphonique, du Comitato Centrale di vigilanza sulle radiodiffusioni.
Il a publié des écrits dans diverses revues, parmi lesquelles: Laus decora (« L’insegnamento del canto gregoriano nei Conservatori », 1957), Arti (La cattedra di composizione nei Conservatori Musicali, 1959), La Scala (« Dove va la musica? », 1960).
Toutes ses compositions ont été interprétées lors de concerts en Italie et à l'étranger, et certaines d'elles ont été publiées par divers labels discographiques. 
Toutes les œuvres musicales de Lino (publiées ou non), ainsi que sa correspondance et d'autres documents, sont conservés dans les archives privées de son fils, Lucio (Pino Torinese); certaines compositions isolées se trouvent à Macerata, dans la bibliothèque de la ville Mozzi Borgetti, et dans les bibliothèques des conservatoires de Bologne, Parme, Pesaro, Rome, Venise.

## Récompenses
Liviabella a remporté de nombreux prix et récompenses dont : 
- le premier prix au concours national organisé par la Propaganda Musicale avec « Sonate en la mineur pour violon et piano » (1928),
- celui de la Terza Mostra Nazionale di Musica Contemporanea avec la « Sonata in un tempo per violino e pianoforte »(1934), *celui du « Concorso Scaligero » avec la « Sonata ciclica per violoncello e pianoforte »(1938),
- celui du concours international Prix Alice Lumbroso pour l'opéra « la Gondola » (Paris 1937),
- celui du concours de la Fondazione Respighi  pour le poème symphonique « Monte Mario » (1937),
- celui du Concorso nazionale Scarlatti pour le poème symphonique « La mia terra » (1943),
- le prix des Jeux Olympiques de Berlin avec le poème symphonique « Il Vincitore » créé par l'Orchestre philharmonique de Berlin dirigé par l'auteur (1936),
- le Premio San Remo (1940),
- le Prix de Rome pour sa cantate « O Crux, ave! » (1950),
- le diplôme d'honneur du Comitato Internazionale per l’Unità e l’Universalità della Cultura (1962).

## Œuvres

### Opéras et ballets
- L'usignolo e la rosa, ballet d'après le conte d'Oscar Wilde (1925)
- Favola di poeta, ballet sur un argument d'Adriano Prandi (1935)
- Antigone, tragédie lyrique sur un texte d'Emidio Mucci (1941, créé à Parme, teatro Regio)
- La Conchiglia, nouvelle dramatique en 2 actes, sur un texte d'Emidio Mucci, d'après R.L. Stevenson (1952, créé en 1955 au Mai musical florentin)
- Canto di Natale, opéra en 1 acte, sur un texte d'Enzo Lucio Murolo (1962)

### Cantates
- Manina di neve, cantate pour deux sopranos, chœur de femmes et orchestre (1935)
- Sorella Chiara, cantate pour soprano, baryton, récitant, chœur et orchestre (1943)
- Caterina da Siena, cantate dramatique pour soprano, chœur et orchestre (1947)
- O Crux, Ave!, cantate pour soprano, ténor, chœur et orchestre (1950)
- Le sette parole di Gesù sulla Croce, cantate pour ténor, récitant, chœur d'hommes et d'enfants, orgue et piano (1957)

### Musique symphonique
- Monte Mario, poème symphonique (1937)
- La mia terra, poème symphonique (1942)
- Poema pour piano et orchestre (1952)
- Concerto pour violon et orchestre (1956)
- Sinfonia in quattro tempi pour soprano et orchestre (sur des textes de Thomas Stearns Eliot, 1963)
- Concerto pour orchestre (1964)

### Musique de chambre
- Prima sonata in la minore pour violon et piano (1928)
- Sonata ciclica pour violoncelle et piano (1931)
- Seconda sonata pour violon et piano (1932)
- Terzo quartetto pour quatuor à cordes (1948)
- Trio pour violon, violoncelle et piano (1948)
- Prima Sonata in un tempo pour alto et piano (1950)
- Quarto quartetto "La melanconia" pour quatuor à cordes (1955)
- Tre momenti pour alto et piano (1956)
- Seconda sonata pour alto et piano (1957)
- Sette duetti miniatura pour violon et alto (1957)
- Quattro brani nuziali pour alto et orgue ou harmonium (1961)

## Source
- (it) Cet article est partiellement ou en totalité issu de l’article de Wikipédia en italien intitulé « Lino Liviabella » (voir la liste des auteurs).